# Contos Antigos e Modernos
Gujin Xiaoshuo (chinês tradicional: 古今小說, chinês simplificado: 古今小说, pinyin: Gǔjīn xiǎoshuō, lit. ‘romances antigos e modernos’), é o primeiro livro da coleção "As Três Palavras", (chinês: 三言, pinyin: sān yán), uma antologia de histórias populares e lendas antigas compilado e editado por Feng Menglong durante a Dinastia Ming.  Posteriormente, passou a ser chamado por Yushi Mingyan (chinês tradicional: 喻世明言, chinês simplificado: 喻世明言, pinyin: Yù shì míngyán).
Sob o nome Gujin Xiaoshuo, pode ser encontrado em português sob os títulos de Contos Antigos e Modernos ou Histórias Antigas e Novas.  De acordo com o seu título moderno, em português, acham-se os títulos Contos para Ensinar o Mundo e Palavras Ilustres para Instruir o Mundo.
Gujin Xiaoshuo foi publicado em 1620.